# سوهاسینی داس
سوهاسینی داس (به بنگالی: সুহাসিনী দাস) (زادهٔ ۱۹۱۵ - درگذشتهٔ ۳۰ مه ۲۰۰۹) یک فعال ضد استعمار انگلیس، مددکار اجتماعی و سیاستمدار اهل بنگلادش بود. او یکی از اعضای کنگرهٔ ملی هند و یک شخصیت مهم در بنگال شرقی، قبل، حین و پس از تجزیهٔ هند بود.

## زندگی‌نامه
داس در سال ۱۹۱۵ در روستای جگنتپور در ناحیهٔ سونام‌گنج در بنگال شرقی متولد شد. پدر و مادرش پریموهان و شُبها روی نام داشتند. او دو برادر و دو خواهر کوچکتر نیز داشت. او در سن ۱۸ سالگی با تاجری به نام کومود چندرا داس که صاحب انتشارات کوتی-چند بود ازدواج کرد.

## حرفه
داس خانه‌اش را به مرکز نخ‌سازی و چرخ نخ‌ریسی تبدیل کرد. برای تأمین مالی این کار، او از ثروتی که پس از مرگ شوهرش به ارث برده بود، استفاده کرد. چرخ‌های نخ‌ریسی به نماد استقلال هند تبدیل شده‌بودند و در ۲۰ ژانویهٔ ۱۹۴۰، داس اعلام کرد که تا پایان عمر خود تنها لباس خدار خواهد پوشید.
داس از حامیان گاندی بود. او در سال ۱۹۴۲ به جنبش ترک هند که تحت رهبری گاندی بود پیوست. داس در کنار سایر اعضا زندانی شد. در سال ۱۹۴۳، سوهاسینی داس از زندان آزاد شد. او همچنین از حامیان جنبش عدم همکاری بود. وی بعداً به کنگرهٔ ملی هند پیوست. در طول تقسیم هند در سال ۱۹۴۷، داس به‌طور گسترده در منطقهٔ سلهت سفر کرد، و هندوها را تشویق می‌کرد که در خانه بمانند. از سال ۱۹۴۶ تا ۱۹۴۷، داس در یک کمپ امدادی در نوخالی، یکی از هفده اردوگاهی که توسط لیلا روی، در پی شورش‌هایی که در آنجا به وقوع پیوست، راه‌اندازی شد، کار کرد. او در حین کار در آنجا به آبله مبتلا شد و گاندی در حین بهبودی از او بازدید کرد.
پس از تقسیم، داس در تأسیس رنگیرکول آشرام که در نهایت رهبر آن شد، نقش اساسی داشت.
در طول جنگ برای استقلال بنگلادش در سال ۱۹۷۱، این رهبری داس بود که از آشرام محافظت کرد. پس از استقلال، داس سیاست را ترک کرد تا بر کارهای اجتماعی و مذهبی خود تمرکز کند. با این حال، در سال ۱۹۷۳، او همچنان در کنفرانسی از مبارزان آزادی ضد بریتانیایی در دهلی شرکت کرد و در آنجا بر نقش مردم بنگال شرقی در مبارزه تأکید کرد.
در سال ۱۹۸۶، داس در کنگرهٔ جهانی هندو در نپال شرکت کرد. تحمل و درک مذهبی برای او بسیار مهم بود و در سال ۱۹۹۰ برای بازگرداندن صلح بین هندوها و مسلمانان پس از حملات به مساجد و معابد تلاش کرد.

### جوایز
در سال ۱۹۹۷، بنگلادش بالاترین جایزهٔ خود را برای «خدمات اجتماعی» به داس اعطا کرد.

### مرگ
داس در ۳۰ مه ۲۰۰۹ در سلهت درگذشت. او در ۲۵ مه هنگام حمام کردن زمین‌خورده بود و در بیمارستان بستری بود. با شنیدن خبر مرگ او، انبوهی از مردم در بیرون بیمارستان تجمع کردند.

## میراث
داس خاطرات خود را تحت عنوان سکالر سلهت در سال ۲۰۰۵ منتشر کرد. این کتاب منبعی حیاتی برای درک تقسیم در بنگال شرقی، به ویژه از دیدگاه زنانه است. این یادداشت‌ها تسلط فزایندهٔ مسلم لیگ و فشارهایی را که اقلیت هندو احساس می‌کردند، ثبت کرده‌است. یکی از تالارهای دانشگاه کشاورزی سیلت به نام او نامگذاری شده‌است.